# Tuudi
Tuudi (Duits: Tuttomäggi) is een plaats in de Estlandse gemeente Lääneranna, provincie Pärnumaa. De plaats heeft de status van dorp (Estisch: küla).
Tot in oktober 2017 viel Tuudi onder de gemeente Lihula, provincie Läänemaa. In die maand werd Lihula bij de gemeente Lääneranna gevoegd; daarmee verhuisde de gemeente van de provincie Läänemaa naar de provincie Pärnumaa.
De Põhimaantee 10, de hoofdweg van Risti via Virtsu en Muhu naar Kuressaare, komt door Tuudi.

## Bevolking
De ontwikkeling van het aantal inwoners blijkt uit het volgende staatje:
| Jaar            | 2000 | 2011 | 2021 |
| --------------- | ---- | ---- | ---- |
| Aantal inwoners | 309  | 180  | 142  |

De cijfers van 2011 en 2021 zijn inclusief het buurdorp Nurme (33 inwoners in 2021).

## Geschiedenis
In de middeleeuwen was Tuudi onder de naam Tappis (ook wel Tappuste) het centrum van een Wacke, een administratieve eenheid voor een groep boeren met gezamenlijke verplichtingen. In 1582 ontving Jakob von Lunden het dorp in leen van de hertog van Lijfland. In 1686 werd voor het eerst een landgoed Tuttomäggi genoemd. In de 18e eeuw behoorde het landgoed toe aan de familie von Gersdorff, vanaf 1789 aan de familie von Rennenkampff. De laatste eigenaar voor het landgoed in 1919 door het onafhankelijk geworden Estland werd onteigend, was Konstantin Edler von Rennenkampff.
Het landhuis van het landgoed, dat is gebouwd in de 17e of 18e eeuw, ligt ca. 3 km verwijderd van het dorp Tuudi (dat overigens pas in 1923 officieel de status van dorp kreeg). Dichter bij het landhuis ontstond in de jaren twintig van de 20e eeuw een nederzetting met de naam Nurme, die rond 1939 de status van dorp kreeg. Het landhuis kwam dus in Nurme te liggen.
In 1977 werd Nurme opnieuw bij Tuudi gevoegd. Ook het dorp Tuudi-Jõeääre en een deel van Vagivere gingen naar Tuudi. In 2014 werd Nurme weer een zelfstandig dorp. Het vroegere Tuudi-Jõeääre werd nu een deel van Nurme.

## Spoorlijn
In 1931 werd een smalspoorlijn tussen Rapla en Virtsu in bedrijf gesteld. De spoorlijn sloot in 1968. Tuudi had een station aan de lijn, dat nog steeds bestaat. Het is in gebruik als woonhuis.

## Foto's

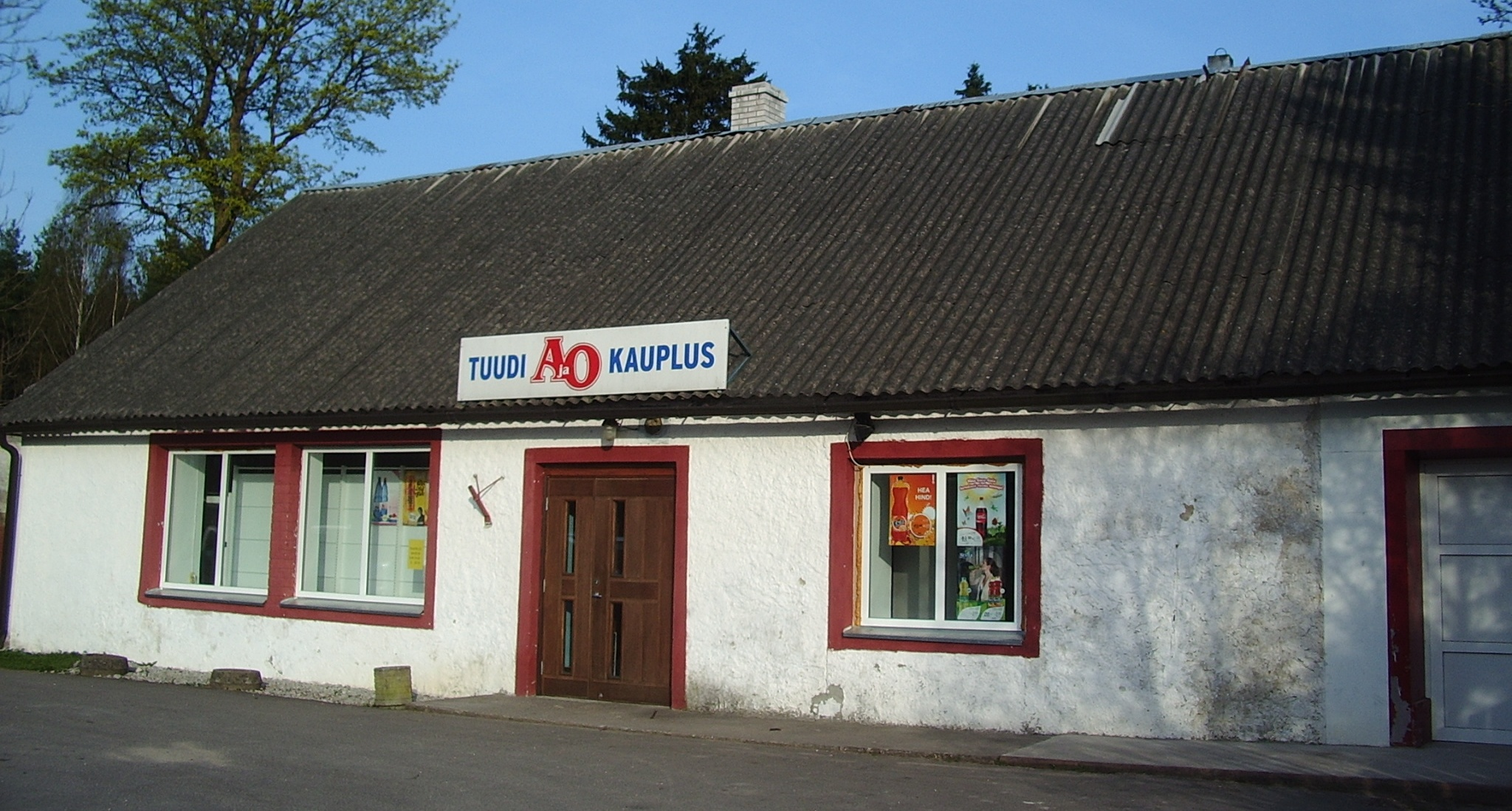
Winkel
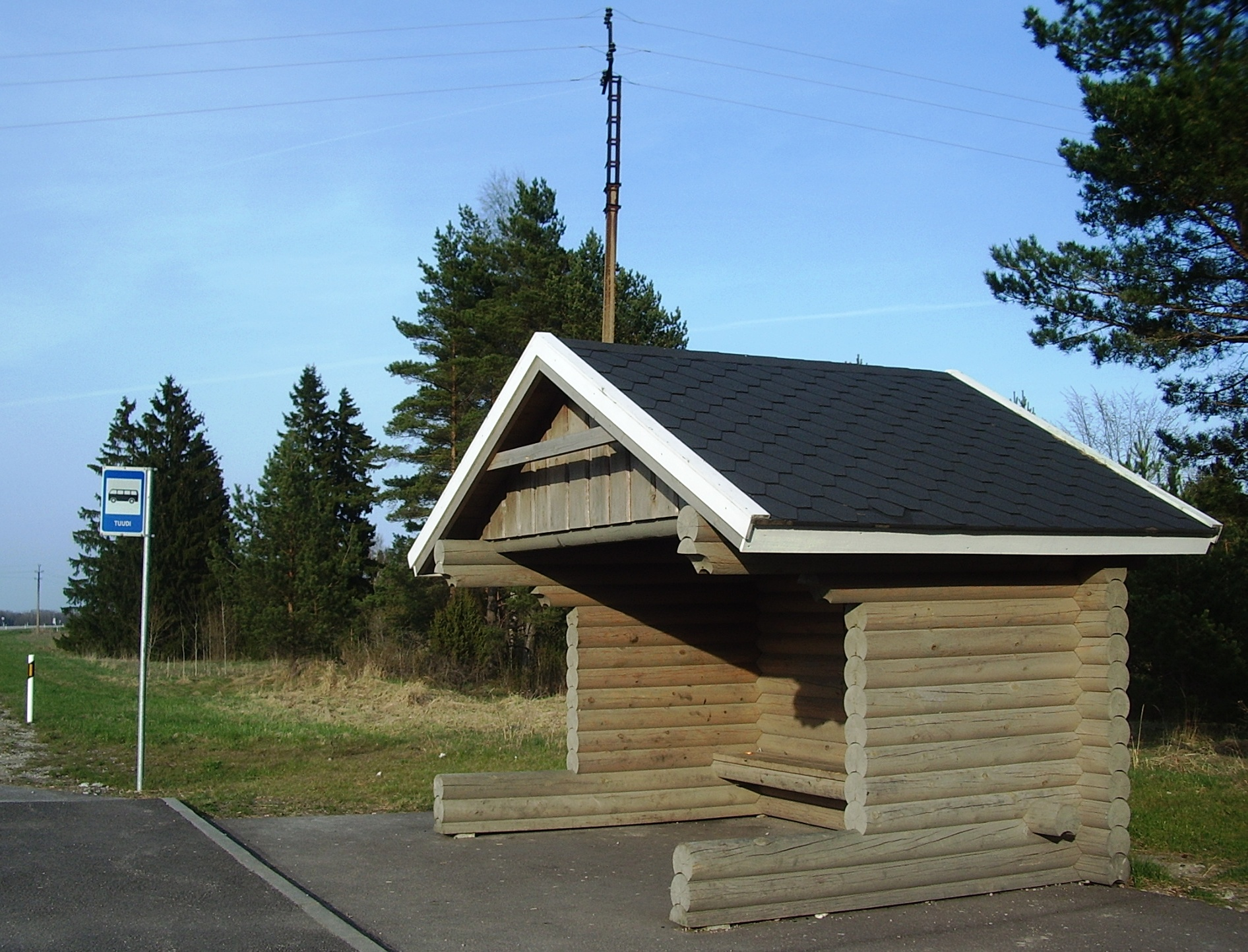
Bushalte
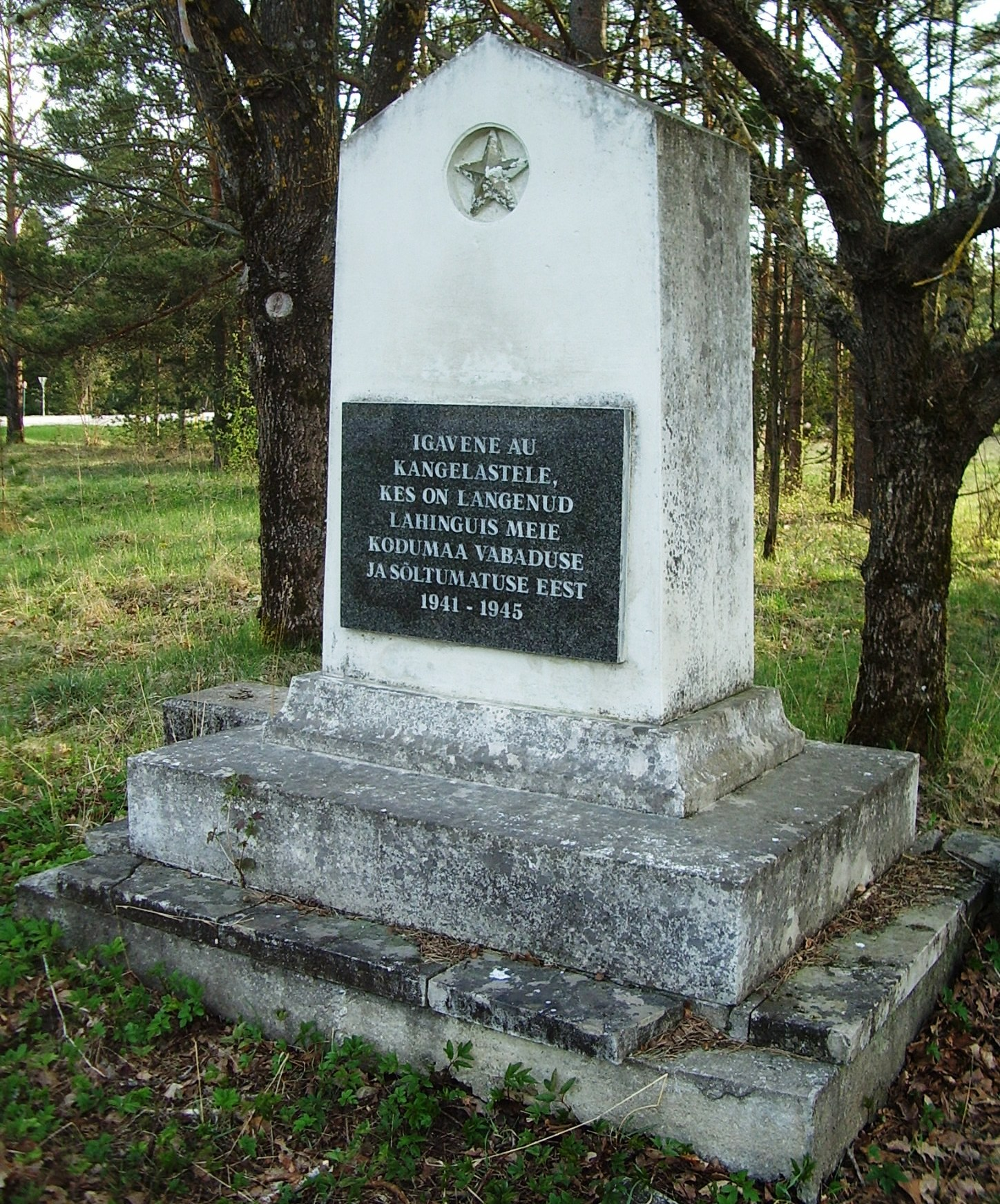
Monument voor de Sovjetsoldaten gevallen in Estland in de jaren 1941-1944